# Monument Beach
Monument Beach es un lugar designado por el censo ubicado en el condado de Barnstable en el estado estadounidense de Massachusetts. En el Censo de 2010 tenía una población de 2.790 habitantes y una densidad poblacional de 311,07 personas por km².

## Geografía
Monument Beach se encuentra ubicado en las coordenadas 41°43′8″N 70°36′00″O / 41.71889, -70.60000. Según la Oficina del Censo de los Estados Unidos, Monument Beach tiene una superficie total de 8.97 km², de la cual 6.66 km² corresponden a tierra firme y (25.73%) 2.31 km² es agua.

## Demografía
Según el censo de 2010, había 2.790 personas residiendo en Monument Beach. La densidad de población era de 311,07 hab./km². De los 2.790 habitantes, Monument Beach estaba compuesto por el 94.95% blancos, el 0.79% eran afroamericanos, el 0.18% eran amerindios, el 0.93% eran asiáticos, el 0.14% eran isleños del Pacífico, el 0.86% eran de otras razas y el 2.15% pertenecían a dos o más razas. Del total de la población el 0.82% eran hispanos o latinos de cualquier raza.